# Казаско-д'Інтельві
Казаско-д'Інтельві (італ. Casasco d'Intelvi) — муніципалітет в Італії, у регіоні Ломбардія, провінція Комо.
Казаско-д'Інтельві розташоване на відстані близько 530 км на північний захід від Рима, 55 км на північ від Мілана, 15 км на північ від Комо.
Населення — 459 осіб (2014).

## Демографія
Населення за роками:

Станом на 31 грудня 2014 року в муніципалітеті офіційно проживали 44 іноземці з 16 країн, серед них 13 громадян країн Євросоюзу та 2 громадяни України.

## Сусідні муніципалітети
- Каббіо
- Кастільйоне-д'Інтельві
- Черано-д'Інтельві
- Сан-Феделе-Інтельві
- Скіньяно